# Koča na Loki pod Raduho
Koča na Loki pod Raduho (1534 m) je planinska postojanka, ki stoji na planini Loka v pobočju Raduhe. Odprta je od začetka junija do konca septembra, maja in oktobra pa ob sobotah, nedeljah in praznikih. Upravlja jo PD Luče.

## Dostopi
- iz Luč mimo Spodnjega in Zgornjega Nadlučnika ter planine Kal
- iz Črne na Koroškem v Koprivno in na Zgornje Sleme mimo Koče v Grohotu pod Raduho in čez Durce
- gozdna cesta iz Strug mimo planine Vodol do parkirišča pod kočo